# Круглое (озеро, Лотошинский район)
Круглое (Лотоши́нское) — озеро в Московской области России.

## География
Расположено в западной части Верхневолжской низменности, на территории национального парка «Завидово» и сельского поселения Ошейкинское Лотошинского района, в 7 км к востоку от районного центра — посёлка городского типа Лотошино. Высота над уровнем моря — 150,9 метра. На западном берегу озера находится деревня Круглово, в 1 км к юго-западу — деревня Гаврилово.

## Характеристика
Одно из самых глубоких озёр Московского региона. Средняя глубина — 2,8 м, максимальная — 12 м, площадь — 0,72 км² (по данным государственного водного реестра площадь составляет 0,76 км², по другим данным — 0,79 км²). Расположено в южной части смешанного болотного массива, имеет округлую форму, с востока окаймлено заболоченным хвойным лесом. Сточное, относится к бассейну реки Ламы, вытекающая река — Озёрня. Прибрежная зона покрыта рогозово-тростниковой растительностью. Обитают карась, плотва, линь, ротан, щука. Озеро и прилегающие болота относятся к ценным водно-болотным угодьям регионального значения.
На западном берегу озера найдена стоянка древних финских племён. В 1992 году было обнаружено 535 предметов из камня и глины, относящихся к периоду позднего мезолита и неолита — наконечники стрел и дротиков, тёсла, скребки, ножи, топор, фигурки рыбы и медведя.

## Данные водного реестра
По данным государственного водного реестра России и геоинформационной системы водохозяйственного районирования территории РФ, подготовленной Федеральным агентством водных ресурсов:
- Бассейновый округ — Верхневолжский
- Речной бассейн — (Верхняя) Волга до Куйбышевского водохранилища (без бассейна Оки)
- Речной подбассейн — Волга до Рыбинского водохранилища
- Водохозяйственный участок — Волга от города Твери до Иваньковского гидроузла (Иваньковское водохранилище).